# Mantas Česnauskis
Mantas Česnauskis (Plungė, 22 luglio 1981) è un allenatore di pallacanestro ed ex cestista lituano naturalizzato polacco.

## Palmarès

### Giocatore
- Campionato lituano: 1

Lietuvos rytas: 2001-02
- Campionato polacco: 1

Zielona Góra: 2012-13